# Sunway TaihuLight
De Sunway TaihuLight (Chinees: 神威·太湖之光) is een Chinese supercomputer, die van juni 2016 tot medio november 2018 bovenaan de TOP500 stond. Het was hiermee de snelste supercomputer ter wereld, met een LINPACK score van 93 petaflops (bijna drie keer zo snel als de vorige supercomputer, de Tianhe-2, die sinds 2013 met 34 petaflops op nummer één stond) voordat deze snelheid verdubbeld werd door Summit. Het was ook de meest energiezuinige supercomputer in die lijst (6.051,30 MFLOPS/watt). Het nadeel hiervan is dat het werkgeheugen langzaam is. De computer is ontwikkeld door National Research Center of Parallel Computer Engineering & Technology en hij is geplaatst in het Chinese nationale supercomputercentrum in Wuxi.

## Bouw
De Sunway TaihuLight maakt gebruik van 40.960 Chinese SW26010 manycore 64-bit RISC processors gebaseerd op de Synway-architectuur. Elke processor heeft 256 cores en vier hulp-cores voor systeemmanagement. Dit maakt een totaal van 10.649.600 cores over het hele systeem.
De uitvoerende processorcores hebben 64 KiB aan kladblokgeheugen voor gegevens en 16 KiB voor instructies, de stappen die de processor moet uitvoeren. 

## Besturingssysteem
De supercomputer draait op een voor deze computer geoptimaliseerd besturingssysteem, genaamd SunWay RaiseOS 2.0.5. Dit is een Linux-variant. Ook maakt het systeem gebruik van een aangepaste versie van OpenACC 2.0, waarmee code geparallelliseerd uitgevoerd kan worden.